# Чудновський Григорій Ісакович
Чудно́вський Григо́рій Іса́кович (3 (15) жовтня 1890 , Дніпро  — 8 квітня 1918 , Люботин, Харківська губернія ) — російський революціонер, партійний та державний діяч Радянської України. На його честь з 1961 до 2016 року в Києві було названо вулицю (тепер вулиця Григорія Чупринки).

## Життєпис

### Дореволюційна діяльність
Походив з заможної єврейської родини. Син адвоката Ісака Чудновського. Народився 3 (15) жовтня 1890 року в Катеринославі.
1905 року стає членом Російської соціал-демократичної робітничої партії (РСДРП). Долучився до меншовиків.
1908 року поступив юридичний факультет Петербурзького університету. 1910 року за революційну діяльність заслано до Єнісейської губернії. Звідси Григорій Чудновський у 1913 році втік за кордон.
За різними версіями в період Першої світової війни працював в Інституті з вивчення причин і наслідків світової війн (Копенгаген) або в паризькій газеті «Наше слово» (разом з Юлієм Мартовим і Левом Троцьким). У 1916 році разом з Троцьким перебрався до США, де працював в газеті «Новий світ». 27 березня 1917 року разом з Левом Троцьким та 5 іншими російськими соціалістами попрямував до Росії на норвезькому пароплаві «Хрістіаніафьорд» через канадський порт Галіфакс, де був арештований та інтернований британською владою до концтабору Амхерст.

### Участь у Жовтневому перевороті в Петрограді
У 1917 року Григорія Чудновського було звільнено за запитом Петроградської ради робітничих і солдатських депутатів. У травні перебрався до Петрограду. Стає членом організацій «міжрайонців», яку очолив Троцький (вона в серпні 1917 року на VI з'їзді об'єдналася з більшовиками).
У червні 1917 року Чудновського призвано до війська. Під час липневого контрнаступу німецької армії був поранений і помилково включено до списків загиблих. Восени того ж року обирається членом корпусного комітету Південно-Західного фронту. Прибувши в жовтні до Петрограду в якості делегата ІІ Всеросійського з'їзду Рад, увійшов до Всеросійських бюро Військової організації при ЦК РСДРП(б) і Петроградського військово-революційного комітету. Невдовзі стає комісаром останнього в Преображенському полку.
Був одним з керівників штурму Зимового палацу, заарештовував міністрів Тимчасового уряду і супроводжував їх до Петропавловської фортеці. На II Всеросійському з'їзді Рад обирається членом Всеросійського центрального виконавчого комітету.
У жовтні—листопаді 1917 року відзначився у боях під Пулковим (діяв під орудою В. Антонова-Овсієнка) проти козаків Петра Краснова.

### Дії під час Української революції
У листопаді 1917 року був призначений надзвичайним комісаром Південно-Західного фронту. Очолив загони, зорганізовані на території Росії, яких назвав «червоними партизанами». У грудні того ж року був заарештований Центральною радою і засуджений до смертної кари.
Після захоплення Києва російськими військами Михайла Муравйова Григорій Чудновський був звільнений. В ніч на 8 лютого (за старим стилем — 26 січня) 1918 року його призначено комісаром Києва у цивільних справах. Сприяв організації репресій проти українських патріотів та прихильників Центральної ради[джерело?]. Вже 1 березня російські революційні загони вимушені були залишити Київ під тиском німецької армії. З ними Чудновський рушив до Харкова. 8 квітня 1918 року за однією версією був убитий в бою з німцями, за іншою — застрелився сам, коли був оточений загонами П. Скоропадського і німцями біля міста Люботин під Харковом.